# Phosinella hungerfordiana
Phosinella hungerfordiana is een slakkensoort uit de familie van de Rissoidae. De wetenschappelijke naam van de soort is voor het eerst geldig gepubliceerd in 1881 door Weinkauff.